# Encyclopædia Britannica (edição de 1911)

Primeira página da 11ª edição da Encyclopædia Britannica

A décima primeira edição da Encyclopædia Britannica, escrita entre 1910 a 1911, e publicada em 1911, é talvez a mais famosa edição da Encyclopædia Britannica. Constituiu-se de 28 volumes, escritos em inglês, mais o volume de índice. Teve como chefes de edição Hugh Chisholm, em Londres, e Franklin Henry Hooper, em Nova Iorque.
A maioria dos artigos foram escritos por uma equipe formada por jornalistas, pelo pessoal da equipe do Museu Britânico e por acadêmicos. Foi a primeira edição da enciclopédia a contar com um número expressivo de colaboradores do sexo feminino (43).
A 11ª edição introduziu um mudança importante no formato da Britannica, foram lançados todos os volumes ao mesmo tempo, anteriormente cada volume era lançado à medida em que ficava pronto. Alguns de seus artigos foram escritos pelos mais afamados acadêmicos da época e apresentam, ainda hoje, valor e interesse; entretanto, parte de seu conteúdo está desatualizado e apresenta problemas para serem utilizados como fonte e referência acadêmica.
O conteúdo da 11ª edição se encontra em domínio público e apresenta a seguinte proporção de artigos:
- Geografia – 29%
- Ciências puras e aplicadas – 17%
- História – 17%
- Literatura – 11%
- Belas Artes – 9%
- Ciências sociais – 7%
- Psicologia – 1,7%
- Filosofia – 0,8%

## Contexto
A décima primeira edição de 1911 foi montada com a administração da editora americana Horace Everett Hooper. Hugh Chisholm, que havia editado a edição anterior, foi nomeado editor-chefe, com Walter Alison Phillips como seu principal editor-assistente.
Originalmente, Hooper comprou os direitos dos 25 volumes da 9ª edição e persuadiu o jornal britânico The Times a publicar sua reimpressão, com onze volumes adicionais (35 volumes no total) como a décima edição, publicada em 1902. A associação de Hooper com o "The Times" cessou em 1909, e ele negociou com a Cambridge University Press para publicar a décima primeira edição de 29 volumes. Os métodos de marketing americanos também ajudaram as vendas. Cerca de 14% dos colaboradores (214 de 1507) eram da América do Norte, e um escritório de Nova York foi estabelecido para coordenar seu trabalho.

### Outras fontes para o texto da Encyclopædia Britannica (1911)
- A JRank "Online Encyclopedia" inclui artigos e colaborações originais de várias enciclopédias. É protegido por copyright.